# 引田利章
引田 利章（ひきた としあき）は、大日本帝国陸軍の研究者。当時フランスに支配されつつあったインドシナ半島の歴史、情勢等を研究した。

## 経歴
嘉永4年（1851年）6月14日、長門国阿武郡江向村に長州藩士引田利亮の次男として生まれた。引田家の8代目当主。明治3年（1870年）大阪に出て、明治4年（1871年）1月31日大阪陸軍幼年学校に入学し、明治5年（1872年）10月幹事、明治6年（1873年）8月総幹事を歴任した後、明治8年（1875年）12月陸軍省一等専業生となり、この頃フランス語を学んだ。
明治11年（1878年）1月12日陸軍省に出仕し、明治16年（1883年）2月26日陸軍大学校助教兼参謀本部編纂課課員、明治19年（1886年）12月17日陸軍大学校教授兼参謀本部陸軍部御用掛、明治20年（1887年）10月26日陸軍大学教官兼参謀本部陸軍部課僚となった。
明治19年（1886年）5月22日仏学会設立に参加し、理事員となった。
明治23年（1890年）7月11日肺結核のため東京府四谷区坂町78番地の自宅で死去した。当初萩市善福寺に葬られたが、明治43年（1910年）青山霊園に移葬された。なお現在は同霊園の立体埋蔵施設に合葬されている。

## 著書
- 1881年 『安南史』
- 1881年 『柬埔寨国誌』
- 1885年 『大越史記全書』
- 1885年 『亜富汗斯坦地誌』
- 1887年 『仏和陸海軍術語字彙』
- 1888年 『仏安関係始末』

## 家族
先祖は阿倍比羅夫という。
- 父：引田利亮 - 佐藤与三左衛門三男。長州藩士[1]。1901年5月18日没。82歳。
- 母：里衣（りえ） - 引田利永長女[1]。1920年1月19日没。83歳。
- 兄：利政 - 15歳で病死[1]。
- 弟：秋村秀作[1]
- 妻：秋村ミス - 秋村鉄一郎長女。1878年（明治11年）6月1日入籍[1]。
- 長男：章一郎 - 1880年（明治13年）1月12日生、1881年（明治14年）2月13日没[1]。
- 次男：利貞 - 1882年（明治15年）4月3日生、7月13日没[1]。
- 長女：彰子 - 1883年（明治16年）7月11日生、1884年（明治17年）12月28日没[1]。
- 次女：美代子 - 1887年（明治20年）6月2日生、1891年（明治24年）8月12日没[1]。
- 弟：引田乾作 - 陸軍中将、第20師団長[1]。引田家9代
  - 甥：引田一郎 - 実業家。宝塚音楽学校校長。引田家10代
    - 又甥：引田英雄 - 映画監督。引田家11代

  - 甥：引田二郎 - 42歳で戦死。